# Carcharodus
Carcharodus este un gen de fluturi din familia Hesperiidae. Mărimea lor este medie, iar speciile au adesea puncte maro.

## Răspândire
Speciile sunt răspândite în Europa centrală și de sud, Africa de Nord și în zonele temperate din Asia, din nordul Indiei până în sudul Siberiei.
Larvele au fost observate hrănindu-se cu specii de Malvaceae și Lamiaceae.

## Specii
- Carcharodus alceae Esper, 1780
- Carcharodus tripolina Verity, 1925
- Carcharodus lavatherae Esper, 1783
- Carcharodus baeticus Rambur, 1840
- Carcharodus floccifera Zeller, 1847
- Carcharodus orientalis Reverdin, 1913
- Carcharodus stauderi Reverdin, 1913
- Carcharodus dravira Moore, 1875

## Galerie

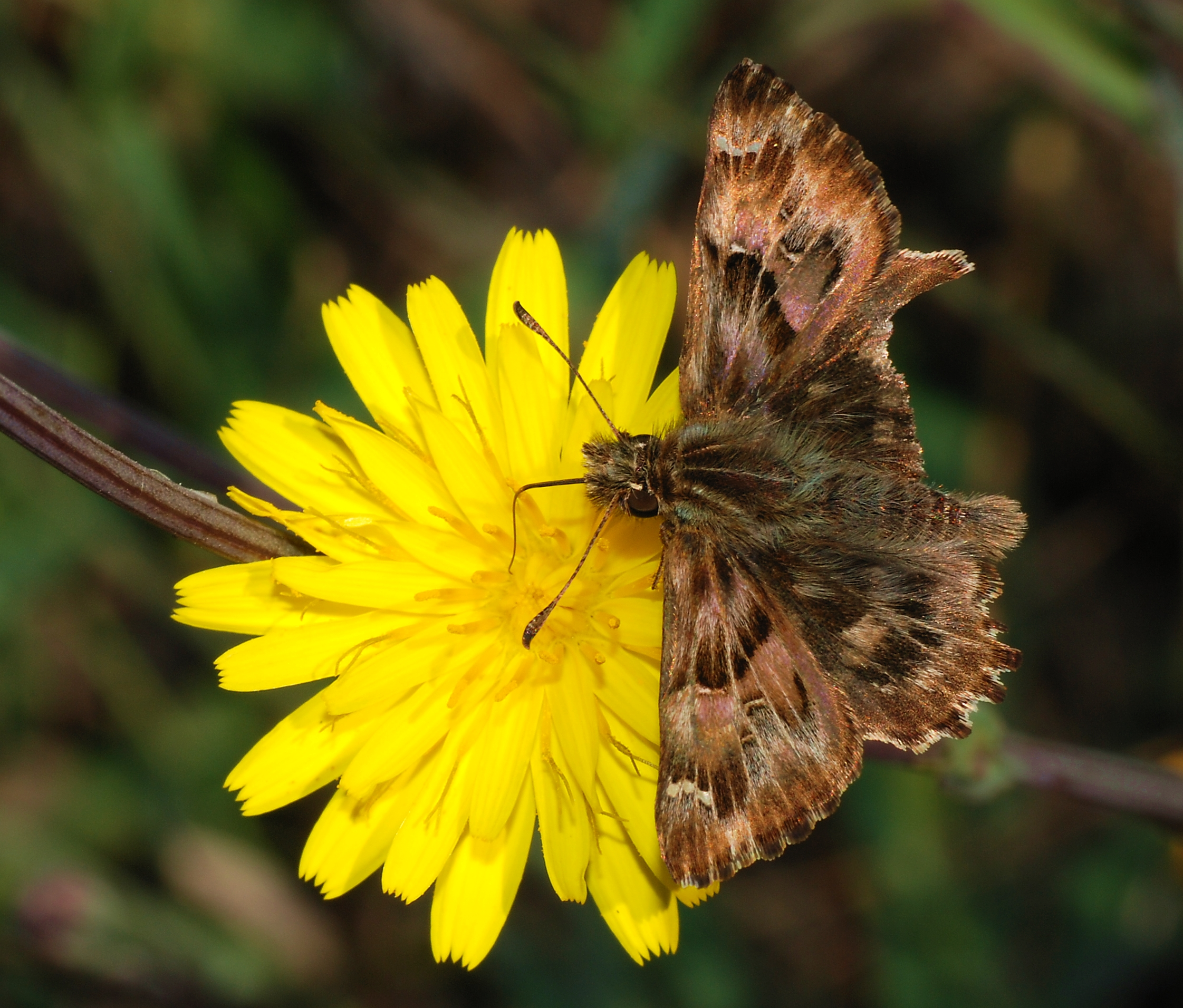
Carcharodus tripolina
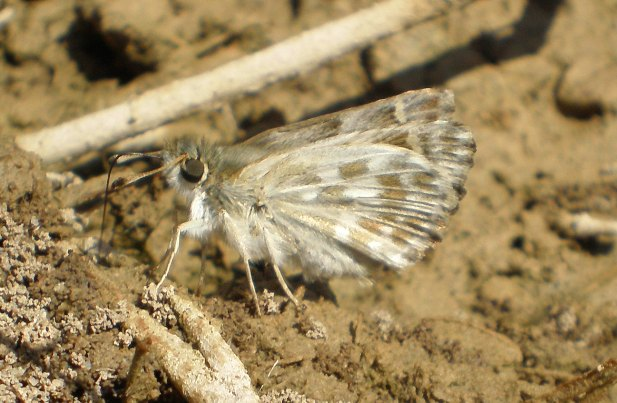
Carcharodus baeticus
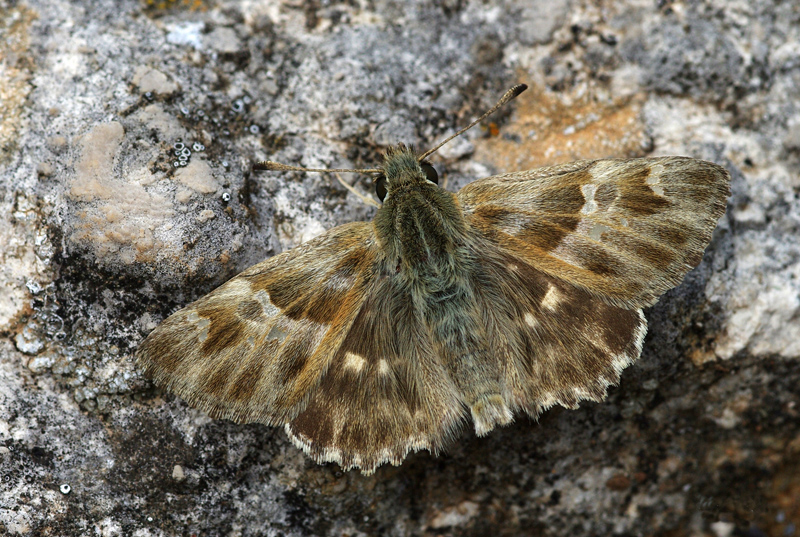
Carcharodus orientalis